# Teen Spirit
Teen Spirit – druga płyta szwedzkiego zespołu A*Teens. Wydana została 26 lutego 2001 roku. W Skandynawii zyskała status platynowej płyty, natomiast w USA i Polsce – złotej. 21 stycznia 2002 roku ukazała się reedycja płyty pod tytułem "Teen Spirit: New Version", zawierała ona 4 nowe piosenki: Heartbrak lullaby (Ray Hedges 7" Mix), Don`t even know your name, Can`t stop the pop oraz Give it up.

## Lista utworów
1. Upside down – 3:14
2. To the music – 3:22
3. Halfway around the world – 3:41
4. Firefly – 3:07
5. Sugar rush – 3:03
6. Rockin` – 3:27
7. Around the corner of your eye – 4:12
8. Slammin` kind of love – 3:04
9. All my love – 3:17
10. For all that I am – 3:19
11. That`s what (it`s all about) – 3:17
12. Morning light – 3:10
13. Back for more – 3:13

## Single
1. Upside down
2. Halfway around the word
3. Sugar rush

## Listy przebojów
| Lista (2001) | Najwyższa pozycja |
| ------------ | ----------------- |
| Szwecja      | #2                |
| Argentyna    | #4                |
| Niemcy       | #5                |